# Селепъюган
Селепъюган (устар. Селеп-Юган) — река в России, протекает по Октябрьскому району Ханты-Мансийского автономного округа. Длина реки составляет 18 км.
Начинается в лесном болоте, течёт в северо-восточном направлении через сосновый и кедрово-еловый лес. В низовьях протекает по болоту Селепьенг, местами теряясь в нём. Устье реки находится в 9 км по правому берегу реки Крестьянская.
Имеется левый приток — река Селепсоим.

## Данные водного реестра
По данным государственного водного реестра России относится к Нижнеобскому бассейновому округу, водохозяйственный участок реки — Обь от впадения Иртыша до впадения реки Северная Сосьва, речной подбассейн реки — бассейны притока Оби от Иртыша до впадения Северной Сосьвы. Речной бассейн реки — (Нижняя) Обь от впадения Иртыша.
Код объекта в государственном водном реестре — 15020100112115300019788.